# АЭС Моховце
АЭС Моховце — атомная электростанция в Словакии. Станция расположена в 15 км на северо-запад от города Левице. Текущая мощность АЭС Моховце, на данный момент, покрывает около 20 % потребляемой электроэнергии в Словакии.

## История

### Первая очередь
Начало строительства первой очереди станции с реакторами ВВЭР-440 мощностью 470 МВт было положено в октябре 1983 года.
В марте 1993 года строительство было официально приостановлено, однако уже марте 1996 года вновь возобновлено. В настоящее время оба реактора ВВЭР-440 первой очереди находятся в работе.

### Вторая очередь
Строительство второй очереди с аналогичными реакторами стартовало в январе 1987 года.
В 1992 году строительство было приостановлено, решение о продолжении строительства было принято в июне 2009 года. Официальной датой возобновления строительства считается 11 июня 2009 года. На момент возобновления работ степень готовности блоков составляла 70 % по строительной части и 30 % по технологической.
16 апреля 2019 года на 3-м энергоблоке завершились «горячие испытания».
Сроки завершения строительства неоднократно переносились. В декабре 2016 года оператор проекта подал заявку государственным регуляторам Словакии на получение разрешения на начало загрузки топлива 3-го энергоблока. В августе 2022 года разрешение было получено.
9 сентября 2022 года в реактор третьего энергоблока началась загрузки ядерного топлива, 22 октября того же года реактор выведен на минимально контролируемой уровень мощности.

## Информация об энергоблоках
| Энергоблок | Тип реакторов | Мощность | Мощность | Начало строительства | Подключение к сети            | Ввод в эксплуатацию           | Закрытие    |
| Энергоблок | Тип реакторов | Чистый   | Брутто   | Начало строительства | Подключение к сети            | Ввод в эксплуатацию           | Закрытие    |
| ---------- | ------------- | -------- | -------- | -------------------- | ----------------------------- | ----------------------------- | ----------- |
| Моховце-1  | ВВЭР-440/213  | 436 МВт  | 470 МВт  | 13.10.1983           | 04.07.1998                    | 29.10.1998                    | 2058 (план) |
| Моховце-2  | ВВЭР-440/213  | 469 МВт  | 501 МВт  | 13.10.1983           | 20.12.1999                    | 11.04.2000                    | 2060 (план) |
| Моховце-3  | ВВЭР-440/213+ | 440 МВт  | 471 МВт  | 27.01.1987           | 01.02.2023                    | 17.10.2023                    | 2080 (план) |
| Моховце-4  | ВВЭР-440/213+ | 440 МВт  | 471 МВт  | 27.01.1987           | пуск запланирован на 2024 год | пуск запланирован на 2024 год | 2082 (план) |